# Morvarc'h
Vous lisez un « bon article » labellisé en 2014.
Morvark
Morvarc’h (en breton : « cheval de mer ») est un cheval fantastique du légendaire breton, présent dans deux contes et légendes recomposés aux XIXe et XXe siècles. Si son nom apparaît dans des sources plus anciennes, il est inventé ou réinterprété par Charles Guyot, qui le nomme Morvark dans sa version de la légende de la ville d’Ys en 1926. Il appartient à la « reine du nord » Malgven, qui en fait don à son époux le roi Gradlon. Doué de la faculté de galoper sur les flots, Morvarc'h est décrit avec une robe noire, expirant des flammes par les naseaux.
Ce cheval apparaît aussi dans un conte populaire breton tiré de la légende du roi Marc’h de Cornouaille. Monté lors d'une chasse à la biche, il est tué par la flèche de son propre cavalier, qui fait demi-tour sous l'effet d'un sortilège de Dahud, la fille de Malgven. Elle fait ensuite pousser les oreilles du cheval Morvarc'h sur la tête du roi Marc'h, qui cherche en vain à les cacher.
La légende de Morvarc'h étant cornouaillaise, il inspire des statues équestres dans la commune d'Argol et sur la cathédrale Saint-Corentin de Quimper. Un toponyme lui serait dû à Pouldreuzic. Lié à l'eau comme bon nombre de chevaux celtiques, Morvarc'h réapparaît dans des œuvres plus récentes composées autour de la légende de la ville d'Ys, parmi lesquelles des romans de Gordon Zola, André Le Ruyet et Suzanne Salmon, ainsi qu'une chanson de Dan Ar Braz.

## Étymologie
Le nom de Morvarc'h signifie « cheval de mer » ou « cheval marin » en langue bretonne. Il apparaît dans le dictionnaire de Grégoire de Rostrenen, paru en 1732. Ce nom suscite des confusions en langue bretonne, car selon les cas, il peut aussi désigner le morse ou la baleine : Françoise Le Roux et Christian Guyonvarc'h traduisent le nom du Morvarc'h de Charles Guyot par « morse », un nom qu'ils trouvent « anormal pour désigner un fougueux étalon ».

## Dans les légendes bretonnes
Le cheval Morvarc'h apparaît dans deux légendes bretonnes recomposées aux XIXe et XXe siècles : celle de la ville d'Ys avec Malgven et Gradlon, et celle du roi Marc'h de Cornouaille. Ce nom est également cité dans le Barzaz Breiz, sans lien apparent avec les deux autres récits.

### Barzaz Breiz
Théodore Hersart de la Villemarqué cite un « cheval de mer » (morvarc'h) dans le Barzaz Breiz (1840). Ce cheval est un symbole guerrier, comme en témoigne le barde Gwenc'hlan dans sa prophétie y comparant le roi :
|  | |  | |
|  | Diougan Gwenc'hlan. |  | La prophétie de Gwenc'hlan, traduction française. |
|  | Me wel ar morvarc'h enep tont, Ken a gren ann aot gand ar spont. Dalc'h mat 'ta, dalc'h mat 'ta, morvarc'h ; Darc'h gand he benn, darc'h mat 'ta, darc'h ! |  | « Je vois le cheval de mer venir à sa rencontre Et faire trembler le rivage d'épouvante Tiens-bon ! Tiens-bon, cheval de mer Frappe-le à la tête, frappe fort, frappe ! » |

### Ville d'Ys
« Morvark, celui-ci est le maître que j'ai choisi. Conduis-nous sur la mer jusqu'à son vaisseau. Tu es plus rapide que le vent, tu te ris de la vague, tu devances la tempête ; l'alcyon irrité use à te poursuivre ses ailes infatigables ».

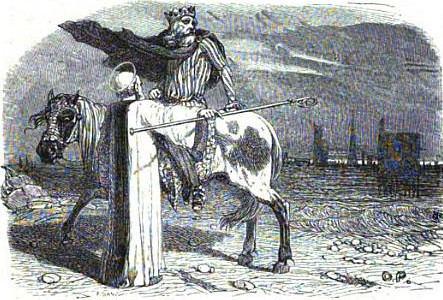
Gradlon sur son cheval, d'après une illustration du conte « Keris » d'Émile Souvestre (1844).

Morvarc'h est également présent dans des versions récentes de la légende de la ville d'Ys, mettant en scène le roi Gradlon, son épouse la reine Malgven, leur fille Dahut et l'évangélisateur Saint Guénolé, qui tente de persuader Gradlon de mettre un terme aux agissements païens de sa fille.

#### Lai faussement attribué à Marie de France
Une possible mention de Morvar'ch, non-nommé, intervient dans un poème que Théodore Hersart de La Villemarqué présente comme daté du XIIIe siècle. Sans avoir de nom précis, la monture du roi Grallon perd son maître qui se noie pendant sa fuite à la nage, et redevient sauvage :

« Son destrier qui d'eau s'échappa 

Pour son seigneur grand deuil mena

En la forêt fit son retour, 

Ne fut en paix ni nuit ni jour ;

des pieds grata, fortment hennit,

Par la contrée fut ouï. »

— Faussement attribué à Marie de France
Ce poème présenté comme un lai médiéval de Marie de France par La Villemarqué semble être en réalité un récit arthurien d'amour courtois.

#### Morvark dans le texte de Charles Guyot
Contrairement à une idée répandue, les détails concernant Morvarc'h (ici nommé « Morvark ») sont majoritairement issus de la recomposition contemporaine écrite par Charles Guyot en 1926, avec une nette influence des Romantiques du XIXe siècle. La légende n'est alors pas fixée, et beaucoup de versions hagiographiées et folklorisées circulent. Pour les celtisants Françoise Le Roux et Christian-Joseph Guyonvarc'h, cette publication constitue une « catastrophe légendaire » et complique sérieusement la recherche d'éléments appartenant au fond celtique. Selon Thierry Jigourel également, ce cheval est une invention de Charles Guyot,.
Selon la version de La légende de la ville d'Ys publiée en 1926 par H. Piazza, Marvark est « une monture surnaturelle digne d'un dieu, né d'une sirène et d'un ondin, offert par les génies de la mer au roi Harold, époux vieillissant de Malgven ». Cependant, seule la reine Malgven peut le dompter. Il est décrit comme noir, franchit les remparts sans frein ni bride « aussi facilement que la haie d'un verger », et « vole sur la mer écumeuse ». Malgven le surnomme le « cheval de la nuit ».
Lors d’une expédition guerrière, le roi Gradlon de Cornouaille est abandonné par son armée, alors qu’il assiège vainement une forteresse bâtie au fond d’un fjord. Resté seul, il arpente le pied des remparts pour trouver le moyen de s’y introduire, quand un soir il rencontre une femme qui semble l’attendre. C’est Malgven, la reine du « Nord », qui lui dit qu’elle l’observe depuis le début du siège et qu’elle l’aime. Elle le fait pénétrer dans la citadelle et le conduit à la chambre royale où dort son époux. Gradlon le tue et s’empare de son trésor. Pour retourner en Cornouaille, il se fait apprêter un cheval enchanté, Morvarc’h, qui peut courir sur l’océan, et l'enfourche avec Malgven. Au terme d’une chevauchée d’une journée, les amants rejoignent la flotte des Bretons. Un an s’écoule avant leur retour en Bretagne, puis Malgven meurt en accouchant d’une fille, Dahud. À la mort de sa maîtresse, Morvarc'h pousse un hennissement « lugubre comme un sanglot humain » et se met à la pleurer.
Après la mort de Malgven, c'est le roi Gradlon qui monte Morvark, tandis que sa fille Dahut possède une « haquenée couleur de feu ». Le cheval réapparaît pendant la submersion de la ville : « Morvark, le vaillant coursier, nageait sans fatigue du côté du rivage ; à travers les carrefours noyés, les rues pareilles à des torrents, il galopait, plus léger que l'air ». Gradlon porte sa fille sur le cheval noir, mais : 

« à peine est-elle sur le cheval, celui-ci fléchit comme si trois hommes pesamment armés le montaient ; aussitôt l'Océan l'atteint, l'enlace, d'un coup le prend aux jarrets ; et Gradlon sent froidir ses genoux, ses doigts crispés aux crins de 
Morvark. Le noble animal frappe la mer de ses sabots puissants ; hardiment son poitrail fend la houle, telle la proue d'un navire sous l'effort régulier des rames ; il hennit d'orgueil et de rage, et, soulevant son double fardeau, il secoue sa 
crinière humide. Cependant l'eau lèche ses flancs en sueur, pénètre dans ses naseaux fumants ; elle engloutit les cavaliers jusqu'à la ceinture. »

Alors que Morvark est sur le point de sombrer dans les flots, Guénolé touche l'épaule de Dahut de la pointe de son bâton et la fait chuter dans l'eau, permettant au cheval noir de remonter à la surface de l'eau,.

### Marc’h de Cornouaille
Selon un conte collecté dans la vallée de l'Aulne par Yann ar Floc'h en 1905,, Morvarc’h est le nom d'un cheval fabuleux qui appartient à un autre roi, Marc'h de Poulmarc’h (ou Portzmarc'h, Plomarc'h), près de Douarnenez. Passionné de chasse, le roi ne peut rattraper une biche sur son cheval fabuleux. Ce n’est qu’acculée au bord de la falaise, près de l’endroit où la ville d’Ys a été engloutie, qu’il fait face à sa proie. Il la vise avec son arc et tire une flèche qui, par magie, fait demi-tour et vient tuer son cheval. Il se rue vers la biche pour l'achever avec son poignard, mais elle a disparu et à sa place se trouve une belle jeune fille. C’est Dahud (Ahès), la fille de Gradlon et de Malgven. Avant de retourner dans la mer, elle affuble Marc’h d’oreilles de cheval. Il cherche à le cacher et fait pour cela tuer tous les barbiers du royaume qui découvrent son secret, jusqu'à ce qu'il n'en reste plus qu'un seul, à qui il demande de se taire sous peine de mort. Le coiffeur n'y tient plus et confie à une poignée de roseaux que « le roi Marc'h a les oreilles du cheval Morvarc'h ». Le roseau est plus tard arraché pour fabriquer des binious, et une rafale découvre la tête du roi, mettant tout le royaume de Bretagne au courant de la forme de ses oreilles.
Dans sa version du conte, Yann Brékilien ajoute que ce cheval est « ferré d'argent », et file si légèrement « que ses pieds ne laissent pas de traces sur la lande ».

## Analyse
Le cheval Morvarc'h est un adjuvant indispensable dans le récit de la légende de la ville d'Ys. Comme beaucoup d'autres chevaux du légendaire breton, il est lié (étymologiquement et symboliquement) à l'eau et à la mer. Des récits de chevaux traversant la mer (souvent avec des caractéristiques psychopompes) existent dans la mythologie celtique, quant aux traditions populaires celtes, elles citent bon nombre de chevaux maléfiques venus de l'eau. Le cheval concurrence la barque du passeur des morts Charon, dans ce rôle de psychopompe traversant l'eau. Pour l'auteur ésotériste Robert-Jacques Thibaud, qui cite Morvarc'h comme premier exemple, « le cheval représente l'océan primordial ».
Le conteur Yann Brékilien assimile le cheval de Gradlon et celui du roi Marc'h au même animal, qu'il décrit comme portant une crinière noire, et « galopant aussi bien sur l'eau que sur la terre ferme ». Pour Gaël Milin, bien que le conte du roi Marc'h soit souvent rapproché de celui du roi Midas avec ses oreilles d'âne, l'analogie s'arrête là puisque les oreilles équines de Marc'h sont vraisemblablement une marque de légitimité de la fonction de souverain. Ce motif des oreilles de cheval apparaît dès le XIIe siècle, dans une œuvre de Béroul, le Roman de Tristan.
Une trace de pas est attribuée à Morvarc'h dans la commune de Pouldreuzic, d'après Pierre-Jakez Hélias ; le cheval aurait posé le pied sur le rivage en sortant de l'eau avec Gradlon sur le dos, après la submersion d'Ys.

## Représentations dans les arts

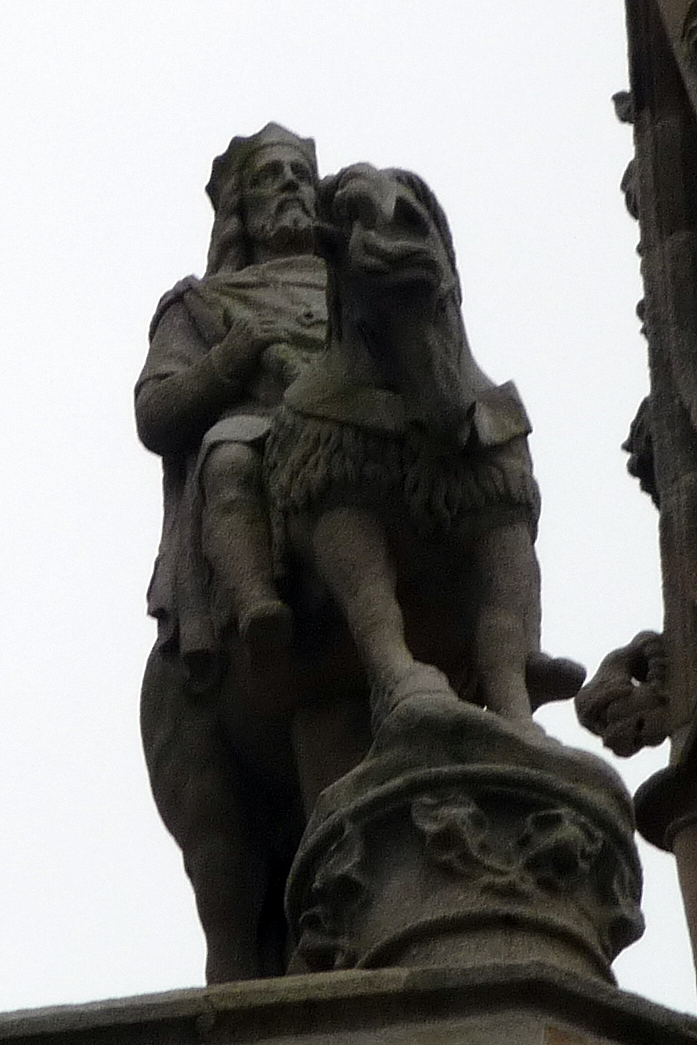
Statue équestre du roi Gradlon entre les deux flèches de la cathédrale de Quimper.

Les premières représentations possibles de Morvarc'h sont anciennes, puisqu'une statue en plomb de Gradlon sur son cheval existe entre les deux flèches de la cathédrale Saint-Corentin dès le XVe siècle, à Quimper. Elle est détruite par les Sans-culottes le 12 décembre 1793, pendant la Révolution française, avec d'autres objets d'art considérés comme royalistes. Une nouvelle statue, cette fois en granit, est dessinée par l'architecte Joseph Bigot à partir d'un morceau de croupe de l'ancienne. Elle est créée par les sculpteurs Amédée Ménard et Le Brun, et prend place au même endroit que l'ancienne, en 1858.

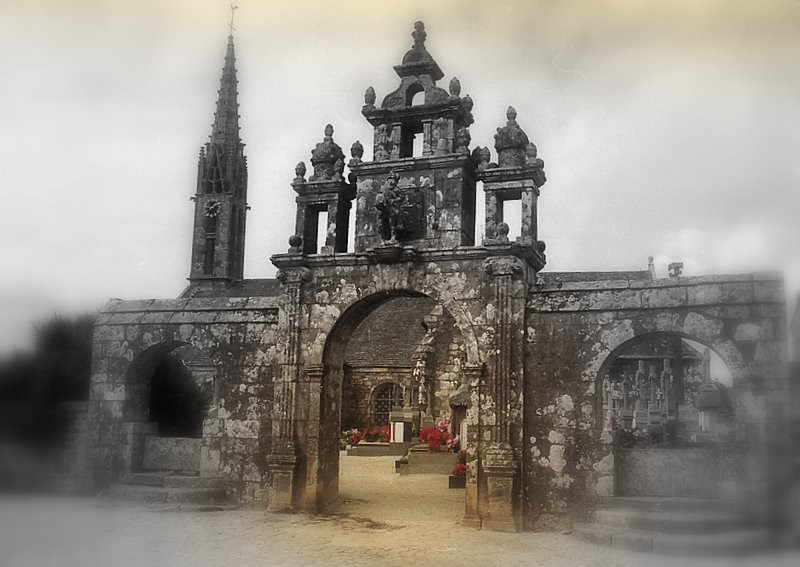
Arc de triomphe à la statue équestre du roi Gradlon, à l'entrée de l'église Saint-Pierre-et-Saint-Paul d'Argol.

Morvarc'h figure aussi sur un tableau d'Évariste-Vital Luminais, La fuite du roi Gradlon, peint vers 1884 et conservé au musée des Beaux-Arts de Quimper. Ce tableau inspire lui-même une autre sculpture équestre en granit, réalisée par Patrig Ar Goarnig dans la commune d'Argol. Elle représente le cheval Morvarc'h monté par Gradlon. Sur chaque côté de la statue figure une version de la légende de la ville d'Ys, une païenne et une chrétienne. La version chrétienne est celle qui est le plus communément racontée, la version païenne veut que Dahut ait réussi à fuir avec son fils sur le dos de Morvarc'h, tandis que Gradlon est dans l'eau et crie à sa fille de rester auprès de lui. Une autre statue équestre est érigée sur le fronton de l'arc de triomphe de l'église Saint-Pierre-et-Saint-Paul d'Argol.
Arthur Rimbaud parodie la légende dans l'une de ses correspondances, avec son croquis intitulé « Le traîneau » : Malgven est montée dans un traîneau tiré par un collégien qui craint de le voir chavirer.

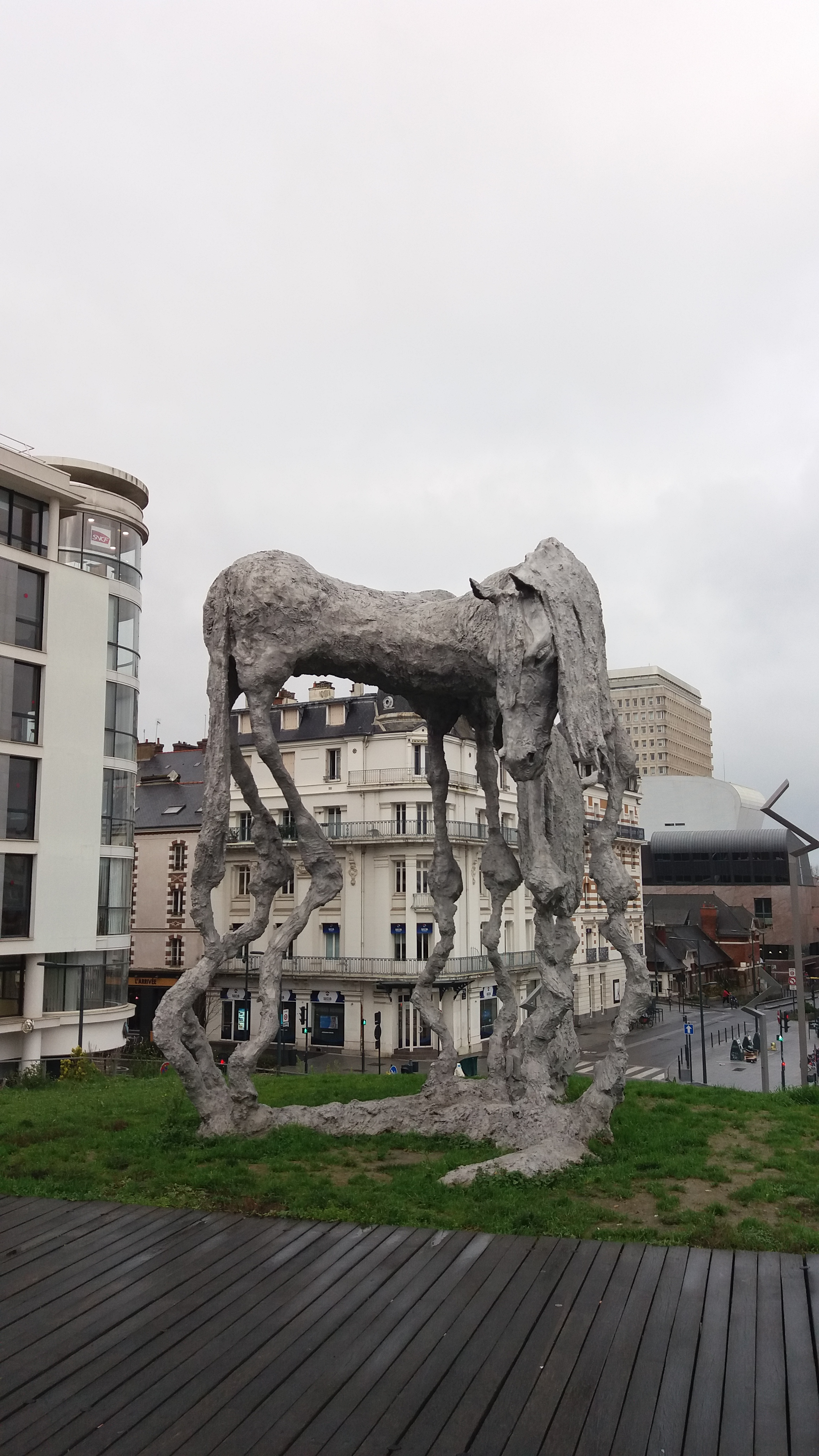
Statue du cheval légendaire Morvarc'h, par le sculpteur Brestois Jean-Marie Appriou, aluminium, parvis nord de la gare de Rennes en Bretagne.

En juin 2021, une sculpture monumentale est créée par l'artiste breton formé à l'art contemporain à Paris, Jean-Marie Appriou, puis installée sur le parvis de la gare de Rennes. La sculpture mesure 4 mètres de haut sur 5 de large, pour un poids de 2,2 tonnes. Une semaine après son installation, la statue est vandalisée par l'ajout d'un tag indiquant « Ceci est laid ».

## Dans les œuvres modernes
Le cheval Morvarc'h est repris dans des œuvres culturelles, principalement des romans, mais aussi en musique. Dan Ar Braz a intitulé le sixième morceau de son 33 tours sorti en 1977, Douar Nevez, du nom de Morvarc'h (cheval de mer). Les romans qui reprennent la légende de la ville d'Ys sont le plus souvent pseudo-historiques, et bâtis en forme d'hommage aux légendes de Bretagne. Morvarc'h donne son nom au livre d'André Le Ruyet, Morvarc'h cheval de mer (1999, réédition 2011), qui raconte le parcours initiatique de Philippe, un Parisien qui découvre le merveilleux celtique,.
Ce cheval légendaire est cité dans l'ouvrage parodique de Gordon Zola, La Dérive des incontinents : « N'ayant plus de bateau à leur disposition, Grallon le Breton et Malgven la félonne califourchèrent Morvarc'h, le cheval magique de la reine — Morvarc'h, qui est à la mer ce que le morbac'h est à la toison, signifie "cheval de mer" — C'était un beau destrier marin —, noir comme le fond d'une nuit sans lune et doté de naseaux qui crachaient le feu ». On retrouve le cheval légendaire dans Ce soir à Cornebise, roman de Suzanne Salmon dans lequel six vacanciers font du spiritisme et contactent l'esprit de Dahut, l'un de ces vacanciers étant la réincarnation du roi Gradlon.